# 三祖寺
三祖寺，全名三祖山谷乾元禅寺，又名山谷寺、乾元禅寺，位于安徽省安庆市天柱山南，因禅宗三祖僧璨在此立化而著名。

## 简介
该寺始建于南北朝梁武帝时，后隋代禅宗三祖僧璨于此立化，并在此传衣四祖道信。唐乾元元年（758年），唐肃宗赐名“三祖山谷乾元禅寺”。宋徽宗政和年间，法宗禅师驻锡该寺，宗风大振。
三祖寺最有特色的建筑是觉寂塔，又称“三祖寺塔”。